# Casper Tengstedt
Casper Tengstedt (Dinamarca, 1 de junio de 2000) es un futbolista danés que juega de delantero en el Feyenoord de la Eredivisie.

## Trayectoria
Tras jugar en el Viborg Søndermarken y en el Viborg FF, fichó por el F. C. Midtjylland en 2015. Firmó una ampliación de contrato de tres años en noviembre de 2017.
En septiembre de 2019 firmó una cesión con el F. C. Nuremberg II. En agosto de 2020 se marchó cedido al A. C. Horsens. En junio de 2021 firmó un contrato permanente con el club. El 1 de agosto de 2022 fichó por el club noruego Rosenborg B. K.
Tras marcar 15 goles y dar 6 asistencias en 14 partidos de liga con el Rosenborg, fue vendido al S. L. Benfica en enero de 2023, firmando un contrato hasta 2028, por un traspaso récord para el Rosenborg de hasta 9.5 millones de euros.

## Selección nacional
Ha representado a Dinamarca en las categorías inferiores sub-17, sub-19 y sub-21.

## Vida personal
Su padre es Thomas Tengstedt, que también fue futbolista.

## Estadísticas

### Clubes
Actualizado al último partido disputado el 29 de octubre de 2024.
| Club                          | Div.          | Temporada     | Liga  | Liga  | Liga   | Copas nacionales | Copas nacionales | Copas nacionales | Copas internacionales | Copas internacionales | Copas internacionales | Total | Total | Total  |
| Club                          | Div.          | Temporada     | Part. | Goles | Asist. | Part.            | Goles            | Asist.           | Part.                 | Goles                 | Asist.                | Part. | Goles | Asist. |
| ----------------------------- | ------------- | ------------- | ----- | ----- | ------ | ---------------- | ---------------- | ---------------- | --------------------- | --------------------- | --------------------- | ----- | ----- | ------ |
| F. C. Nuremberg II · Alemania | 4.ª           | 2019-20       | 10    | 5     | 0      | —                | —                | —                | —                     | —                     | —                     | 10    | 5     | 0      |
| F. C. Nuremberg II · Alemania | Total club    | Total club    | 10    | 5     | 0      | 0                | 0                | 0                | 0                     | 0                     | 0                     | 10    | 5     | 0      |
| A. C. Horsens Dinamarca       | 1.ª           | 2020-21       | 24    | 3     | 2      | 2                | 2                | 0                | —                     | —                     | —                     | 26    | 5     | 2      |
| A. C. Horsens Dinamarca       | 2.ª           | 2021-22       | 26    | 15    | 6      | 1                | 0                | 0                | —                     | —                     | —                     | 27    | 15    | 6      |
| A. C. Horsens Dinamarca       | 1.ª           | 2022-23       | 3     | 0     | 1      | 0                | 0                | 0                | —                     | —                     | —                     | 3     | 0     | 1      |
| A. C. Horsens Dinamarca       | Total club    | Total club    | 53    | 18    | 9      | 3                | 2                | 0                | 0                     | 0                     | 0                     | 56    | 20    | 9      |
| Rosenborg B. K. · Noruega     | 1.ª           | 2022          | 14    | 15    | 6      | 0                | 0                | 0                | —                     | —                     | —                     | 14    | 15    | 6      |
| Rosenborg B. K. · Noruega     | Total club    | Total club    | 14    | 5     | 6      | 0                | 0                | 0                | 0                     | 0                     | 0                     | 14    | 5     | 6      |
| S. L. Benfica "B" Portugal    | 2.ª           | 2022-23       | 4     | 0     | 0      | —                | —                | —                | —                     | —                     | —                     | 4     | 0     | 0      |
| S. L. Benfica "B" Portugal    | Total club    | Total club    | 4     | 0     | 0      | 0                | 0                | 0                | 0                     | 0                     | 0                     | 4     | 0     | 0      |
| S. L. Benfica Portugal        | 1.ª           | 2022-23       | 3     | 0     | 0      | 0                | 0                | 0                | 0                     | 0                     | 0                     | 3     | 0     | 0      |
| S. L. Benfica Portugal        | 1.ª           | 2023-24       | 17    | 4     | 2      | 6                | 0                | 1                | 8                     | 0                     | 2                     | 31    | 4     | 5      |
| S. L. Benfica Portugal        | Total club    | Total club    | 20    | 4     | 2      | 6                | 0                | 1                | 8                     | 0                     | 2                     | 34    | 4     | 5      |
| Hellas Verona F. C. · Italia  | 1.ª           | 2024-25       | 9     | 3     | 0      | 1                | 1                | 0                | —                     | —                     | —                     | 10    | 4     | 0      |
| Hellas Verona F. C. · Italia  | Total club    | Total club    | 9     | 3     | 0      | 1                | 1                | 0                | 0                     | 0                     | 0                     | 10    | 4     | 0      |
| Total carrera                 | Total carrera | Total carrera | 110   | 45    | 17     | 10               | 3                | 1                | 8                     | 0                     | 2                     | 128   | 48    | 20     |

## Palmarés

### Título nacionales
| Título                | Club          | País     | Año  |
| --------------------- | ------------- | -------- | ---- |
| Primeira Liga         | S. L. Benfica | Portugal | 2023 |
| Supercopa de Portugal | S. L. Benfica | Portugal | 2023 |